# Погребицкий, Евгений Осипович
Евгений Осипович Погребицкий (1900—1976) — советский геолог, специалист по ископаемым углям, учёный в области разведки месторождений полезных ископаемых. Доктор геолого-минералогических наук, профессор.

## Биография
В 1918 году закончил Бобруйскую гимназию.
В 1920—1925 годах учился на геологоразведочном факультете Ленинградского горного института.
В 1926 году работал в тресте «Донуголь»
С 1927 года — в Геологический комитет. Занимался исследованиями угольных бассейнов Урала, Средней Азии и Дальнего Востока.
Преподавал с 1931 в ЛГИ (курсы экспертизы и оценки месторождений нерудных полезных ископаемых, а также разведочного дела).
В 1934—1938 годах одновременно с научной работой по углям работал главным инженером Ленинградского геологического управления.
В 1940 году защитил докторскую диссертацию на тему «Происхождение углей Донбасса»
В мае 1942 года был командирован в Уральское геологическое управление, где первое время занимался изучением месторождений огнеупорных глин, а затем два года — с 25 октября 1943 по 1 октября 1945 года — работал главным инженером Уральского геологического управления, сменив на этом посту О. В. Лахтионова, назначенного с этого же времени начальником Управления. 14 января 1944 года в числе 39 работников Управления был награждён орденом «Знак Почета».
С 25 октября 1943 года по 1 октября 1945 года — Главный инженер Уральского геологического управления
В 1947—1949 годах был директором ВСЕГЕИ. Участвовал в составлении «Методического руководства по геологической съемке и поискам», написанного под руководством С. А. Музылева и опубликованного в 1954 году.
В 1949 году был репрессирован по «красноярскому делу». Обвинён в «отсутствии политической бдительности и партийности», сослан в Казахстан. Работал главным геологом Казахского геологического управления в Алма-Ате. Вернулся в Ленинград в 1953 и был реабилитирован.
Профессор:
- 1946—1947 — Свердловский  горный  институт
- 1950—1952 — Казахский горно-металлургический институт
- 1953—1956 — декан геолого-разведочного факультета ЛГИ. С 1960 года — заведующий кафедрой разведочного дела.

Скончался в 1976 году в Ленинграде.

## Вклад в науку
Создатель общей теории регионального метаморфизма углей — глубина погружения, определённая по мощности полнокомпенсируемой угленосной толщи, является главным действующим фактором метаморфизма, в термобарической теории регионального метаморфизма.
Составитель карты распределения марок углей на площади Донбасса.
Сформулировал основной закон регионального метаморфизма углей, получивший наименование «правило Погребицкого».

## Награды и звания
- 1944 — Орден «Знак Почёта»
- 1947 — Генеральный директор геологической службы III ранга.
- 1960 — Заслуженный деятель науки и техники РСФСР.

- Орден Ленина
- Орден Ленина
- Знак «Отличник разведки недр».

## Семья
- Сын — Погребицкий, Юлиан Евгеньевич (1930—2006) — российский геолог, тектонист и исследователь Арктики. Член-корреспондент РАН.